# Abenteuer im Wilden Westen (Film)
Abenteuer im Wilden Westen (Originaltitel: The Dude Goes West) ist eine US-amerikanische Westernkomödie aus dem Jahr 1948 von Kurt Neumann mit Eddie Albert und Gale Storm in den Hauptrollen. Der Film wurde von Allied Artists produziert.

## Handlung
1876 verlässt Daniel Bone die Waffenschmiede seines Vaters in Brooklyn und zieht nach Arsenic City in Nevada, um dort einen Laden zu eröffnen. Während der Zugfahrt liest er über die Geschichte des Westens und lernt die indianische Zeichensprache. In Kansas City muss Daniel umsteigen und lernt dort Pecos Kid und Liza Crockett kennen, die ebenso nach Arsenic City unterwegs sind. Während eines Gottesdienstes im Zug bemerkt Daniel, wie Pecos Kid Lizas Geldbörse stiehlt. Er verfolgt den Dieb, stellt ihn und wirft ihn im Gerangel vom Zug. In seinen Händen bleiben Pecos Pistole und die Geldbörse zurück. Während Liza Daniel für den Dieb hält, trifft Pecos, der vorhatte, den Zug an dieser Stelle zu verlassen, seinen Kumpan Beetle. Er schwört, mit Daniel abzurechnen.
In Carson City stellt sich heraus, dass die Postkutsche nach Arsenic City auf Wochen hinaus ausverkauft ist. Daniel kauft einen alten Wagen, ein Pferd, einen Hut und Stiefel. In einem Saloon bewahrt er den Goldgräber Sam Briggs davor, betrogen zu werden. Er zeigt Sam eine von seinem Vater hergestellte Pistole, die wie eine Pfeife aussieht. Der Goldgräber begleitet Daniel nach Arsenic City. Sam kennt Lizas Vater, der eine reiche Goldader entdeckt hat, jedoch in einem Hinterhalt getötet wurde, ohne den Standort der Ader preiszugeben. Währenddessen überfällt Texas Jack Barton mit seinen Männern die Bank von Arsenic City. Auf ihrer Flucht wird Jack ins Bein geschossen und von seinen Männern in der Wüste zurückgelassen. Daniel findet Jack, der behauptet, sich versehentlich selbst angeschossen zu haben. Jack sieht bei ihm Pecos Pistole und ist beeindruckt. Jack erzählt, dass Pecos nach ihm der beste Schütze Nevadas sei. Daniel beweist, dass er ein noch besserer Schütze ist, woraufhin ihn Jack in seiner Bande haben will. Als Daniel ablehnt, wird er von Jack niedergeschlagen, der ihm Wagen und Pferd stiehlt. Liza ist mit einer kleinen Kutsche unterwegs und liest den zu Fuß gehenden Daniel auf. Auf dem Weg zur Stadt werden sie von Paiute-Indianern gefangen genommen. Durch seine Lektüre weiß Daniel, dass der Stamm sehr abergläubisch ist. Mit Hilfe der Zeichensprache und einiger Taschenspielertricks wird er zum Blutsbruder von Häuptling Running Wolf. Er gibt Liza als seine Squaw aus, beide können ein paar Tage bei dem Stamm verbringen.
Liza und Daniel erreichen Arsenic City. Daniel findet seinen Wagen mit einem Entschuldigungsschreiben von Jack. Er erfährt, dass auf Jack 5.000 Dollar Kopfgeld ausgesetzt sind. Liza, die als seine Squaw schwere Arbeit verrichten musste, sucht den Anwalt Howard Hotchkiss auf, der angeblich der beste Freund ihres Vaters war. Hotchkiss, der hofft, von Liza die Lage der Mine zu erfahren, arbeitet in Wirklichkeit mit der Saloonbesitzerin Kiki Kelly und mit Pecos, dem Mörder von Lizas Vater, zusammen. Pecos sollte im Zug von Liza eine Karte mit der Lage der Ader stehlen. Im Saloon fordert Pecos Daniel zu einem Shootout, welches Daniel gewinnt, indem er seinem Gegner die Pistole aus der Hand schießt. Vor dem Saloon sieht er, wie zwei von Pecos Leuten Liza ausrauben wollen. Er erschießt die beiden und bringt die ohnmächtige Liza in ihr Hotelzimmer. Dort findet er die Karte, prägt sie sich ein und verbrennt sie. Da Daniel nun der einzige ist, der die Lage der Ader kennt, muss Liza ihm vertrauen.
Pecos stellt seinem Rivalen Jack eine Falle. Daniel und Sam verhindern, dass Jack gelyncht wird. Sie befreien ihn, doch dabei wird Sam von Kiki erschossen. Daniel beauftragt die Paiute, in der Goldmine zu schürfen. Zwei der Krieger entführen Liza und bringen sie zur Mine, wo ihr Daniel das gewonnene Gold zeigt. Auf dem Weg zurück in die Stadt werden Daniel und Liza von Kiki und Pecos mit gezogenen Waffen angehalten. Jack taucht auf, erschießt Kiki und wird seinerseits von Pecos erschossen, der wiederum durch eine Kugel aus Daniels spezieller Pfeifenpistole stirbt. Pecos Männer wollen sich rächen, werden aber durch die Krieger von Running Wolf vertrieben. Der Häuptling begleitet Daniel und Liza zur Stadt, in der Liza nun offiziell Daniels Squaw wird.

## Produktion

### Hintergrund
Gedreht wurde der Film von Ende November bis Ende Dezember 1947 auf der Iverson Movie Ranch in Chatsworth.

### Stab
Gordon Wiles oblag die künstlerische Leitung. Komponist der Filmmusik war der mehrfache Oscar-Gewinner Dimitri Tiomkin, Edward J. Kay der musikalische Direktor. Arthur Gardner arbeitete als Produktionsassistent.

### Besetzung
In kleinen nicht im Abspann erwähnten Nebenrollen traten Iron Eyes Cody, Dick Elliott, Tom Fadden und Dewey Robinson auf.

## Veröffentlichung
Die Premiere des Films fand am 30. Mai 1948 statt. In der Bundesrepublik Deutschland kam er am 10. Februar 1950 in die Kinos, in Österreich am 9. Juni 1950.

## Kritiken
Der Filmkritiken-Aggregator Rotten Tomatoes hat in einer Auswertung ein Publikumsergebnis von 17 Prozent positiver Bewertungen ermittelt.
Das Lexikon des internationalen Films schrieb: „Nette Persiflage auf das Western-Genre.“